# 윌로 실즈
윌로 실즈(Willow Shields, 2000년 6월 1일 ~ )는 미국의 배우이다.

## 출연 작품
- 헝거 게임 (영화 시리즈)